# Circuito Brasileiro de Voleibol de Praia - Challenger
 Circuito Brasileiro de Voleibol de Praia - Challenger  é o torneio de Vôlei de praia nacional, também denominado como Circuito Brasileiro Banco do Brasil - Challenger  ou  CBBVP Challenger  , disputada anualmente e organizada pela Confederação Brasileira de Voleibol (CBV) e supervisionada pela Unidade de Competições Praia (UCP).

## História
A primeira edição ocorreu em ambos os gêneros na temporada de 2012 e foi vencida no masculino pela dupla Álvaro Filho e Luciano de Paula, já na variante feminina as vencedoras foram Érica Freitas e Thatiana Soares .
O formato da competição, como previsto no Regulamento da temporada 2017, dá-se da seguinte maneira  :
- "D-1"–Congresso Técnico do "Torneio Qualifying";
- "D" – Partidas do "Torneio Qualifying" (máximos de vinte e quatro duplas em ambos os naipes, com a participação 16 duplas em cada variante, sendo quatro oriundas do Torneio Qualifying );
- “D+1” – Partidas do "Torneio Principal" (Fase classificatória e quartas de final;
- “D+2” – Partidas do "Torneio Principal " (Semifinais e finais).

O sistema de pontuação é definido da seguinte forma:
- 1º lugar (200 pontos), apenas uma dupla;
- 2º lugar (180 pontos), apenas uma dupla;
- 3º lugar (160 pontos), apenas uma dupla;
- 4º lugar (140 pontos), apenas uma dupla;
- 5º ao 8º lugares  (120 pontos) até quatro duplas;
- 9º ao 12º lugares  (100 pontos) até quatro duplas;
- 13º ao 16º lugares  (80 pontos) até quatro duplas;
- 17º ao 20º lugares  (60 pontos) até quatro duplas;
- 29º ao 44º lugares  (20 pontos) até dezesseis duplas.